# 扇大橋站
扇大橋站（日语：／ Ōgi-ōhashi eki */?）位於日本東京都足立區扇二丁目，是東京都交通局日暮里-舍人線的鐵路車站。另外，此站也是足立區社區巴士春風最接近的巴士站名稱。車站編號是NT 06。

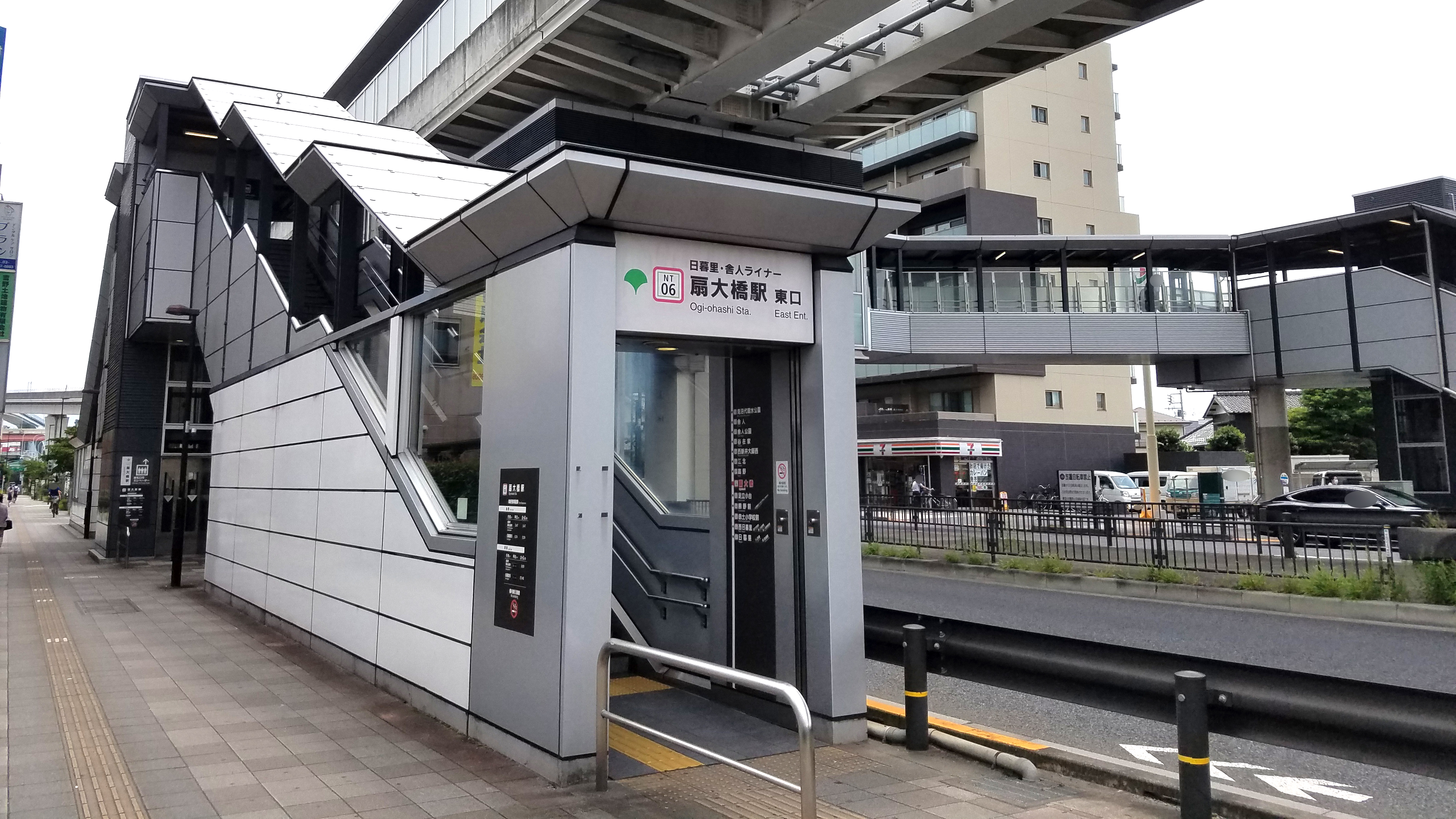
東口（2021年7月）

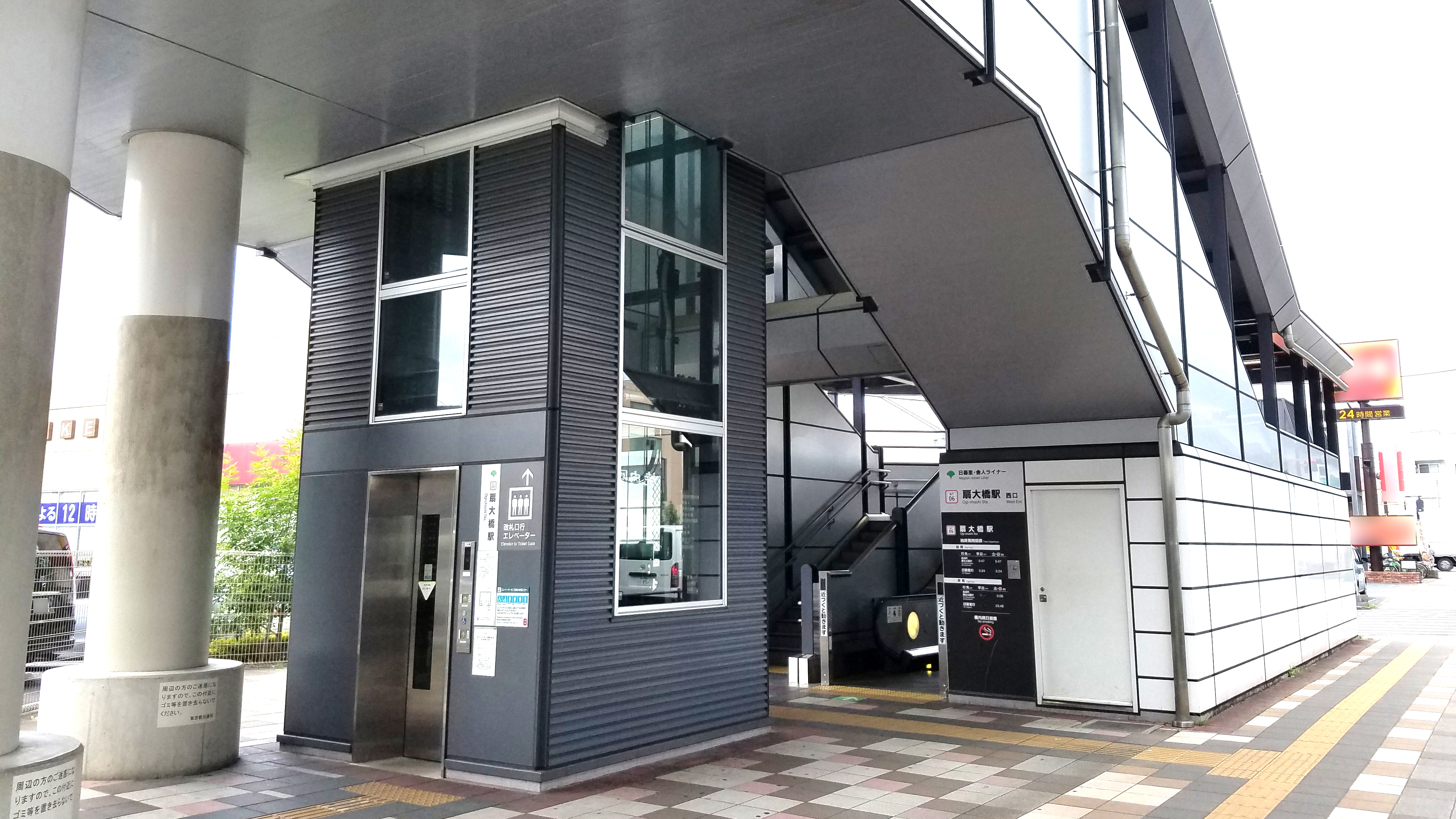
西口（2021年7月）

## 車站結構

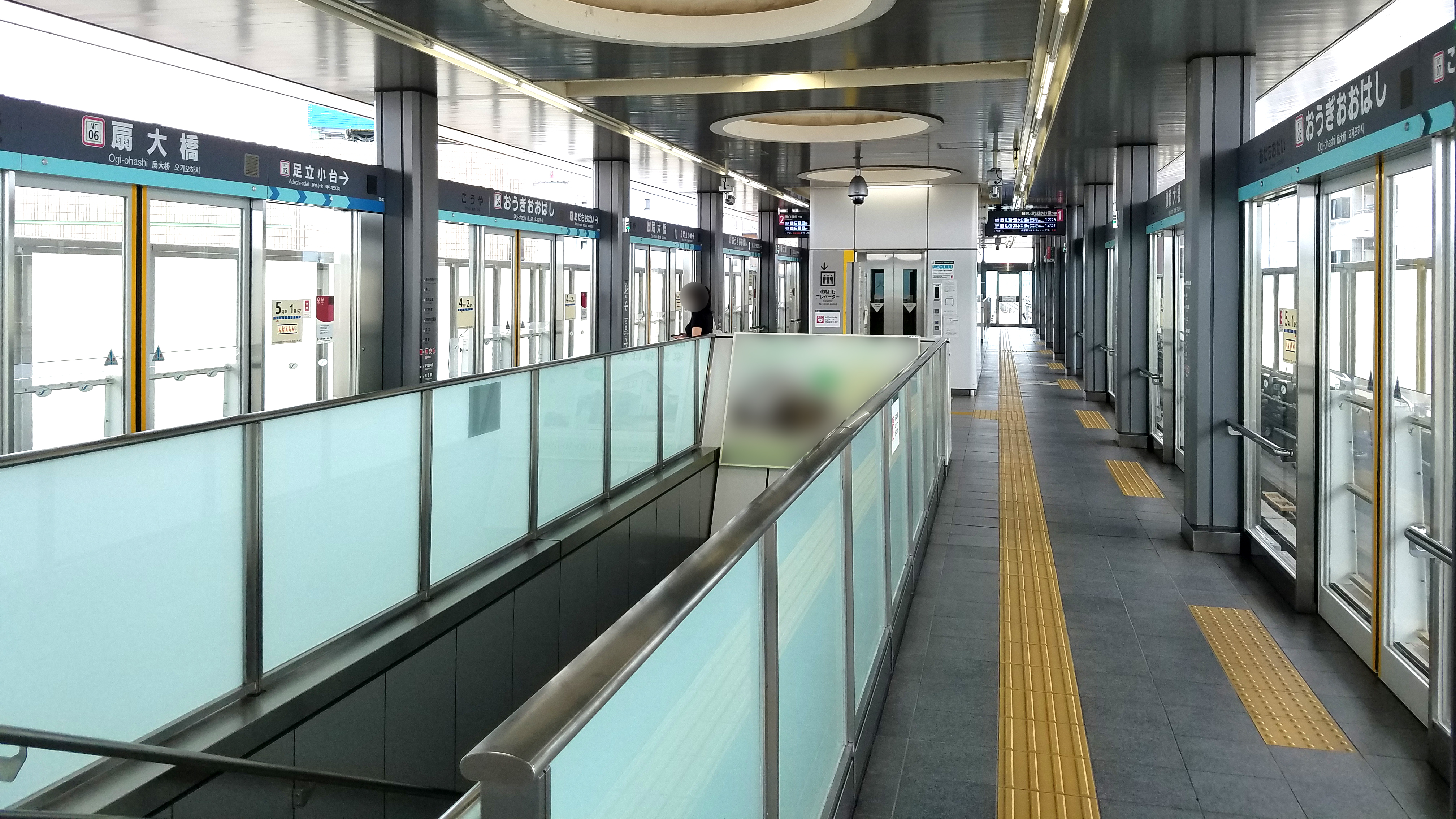
月台（2021年7月）

本站為島式月台1面2線的高架車站。

### 月台配置
| 月台 | 路線          | 目的地             |
| ---- | ------------- | ------------------ |
| 1    | 日暮里-舍人線 | 見沼代親水公園方向 |
| 2    | 日暮里-舍人線 | 日暮里方向         |

## 使用情況
2016年度的1日平均上下車人次為8,644人（上車人次：4,366人、下車人次：4,278人）。日暮里-舍人線13個車站當中排行第8位。
開業以來的1日平均上下、上車人次推移如下表。
| 年度               | 1日平均 上下車人次 | 1日平均 上車人次 | 來源    |
| ------------------ | ------------------ | ---------------- | ------- |
| 2008年（平成20年） | 5,004              | 2,528            | [ * 1 ] |
| 2009年（平成21年） | 5,367              | 2,722            | [ * 2 ] |
| 2010年（平成22年） | 5,884              | 2,978            | [ * 3 ] |
| 2011年（平成23年） | 6,157              | 3,116            | [ * 4 ] |
| 2012年（平成24年） | 6,551              | 3,320            | [ * 5 ] |
| 2013年（平成25年） | 6,978              | 3,538            | [ * 6 ] |
| 2014年（平成26年） | 7,581              | 3,837            | [ * 7 ] |
| 2015年（平成27年） | 8,033              | 4,060            | [ * 8 ] |
| 2016年（平成28年） | 8,644              | 4,366            |         |

## 相鄰車站
東京都交通局
 日暮里-舍人線
足立小台（NT 05）－扇大橋（NT 06）－高野（NT 07）

## 外部連結
- 扇大橋站（页面存档备份，存于） - 東京都交通局